# Ustanovitev Rima
Zgodba o ustanovitvi Rima je opisana v tradicionalnih zgodbah, ki so jih že stari Rimljani ohranjali kot najzgodnejšo zgodovino svojega mesta v smislu legend in mitov. Najbolj poznan od teh mitov in morda najbolj znan od vseh rimskih mitov je zgodba o Romulu in Remu, dvojčkih, ki jih je kot dojenčke volkulja dojila v 8. stoletju pred našim štetjem . Drugi opis, ki je zgodnejši, trdi, da Rimljani izhajajo od trojanskega junaka Eneja, ki je po koncu Trojanske vojne pobegnil v Italijo in katerega sin Iulus je bil prednik družine Julija Cezarja . Arheološki dokazi o človeški zasedbi območja novodobnega Rima v Italiji izvirajo iz približno 14.000 let od sedanjosti.

## Zgodnja Italija
Ko se je Italija okoli leta 700 pr. n. št. pojavila na zgodovinskem prizorišču, je bila naseljena z raznimi ljudstvi različnih kultur in jezikov, ki jih danes skupno imenujejo 'italski narodi'. Večina prebivalstva polotoka je živela v vaseh ali malih mestih, ukvarjali so se s poljedelstvom ali živinorejo (Italija pomeni 'dežela telet') in govorili italska narečja, ki so pripadala indoevropski družini jezikov. Oski in Umbri so govorili sorodna italska narečja, kot so jih govorili prebivalci Apeninov. Drugi dve italski narečji, latinski in venetski, sta bili medsebojno povezani, in so ju govorili Latinci v Laciju (dolina v zahodnem delu srednje Italije), oziroma ljudstvo severovzhodne Italije (blizu današnjih Benetk). V 5. stoletju pr. n. št. so dolino reke Pad (Cisalpska Galija) zavzela galska plemena, ki so govorila keltski jezik in  so se iz celinske Evrope priselili preko Alp. Prvi visoko civiliziran narod Italije so bili Etruščani, ki so bili tudi edini prebivalci polotoka, katerih jezik ni bil indoevropski. Do leta 700 pr. n. št. Je bilo osnovanih ob južni obali Italije nekaj grških kolonij. Tako Grki kot Feničani so razvili aktivno trgovino z italskimi narodi. 
Sodobna zgodovinska analiza vse bolj napreduje v poskusu razložiti kako je prišlo do zgodnjega  razvoja Rima v tem multikulturnem okolju in pod vplivom bolj razvitih civilizacij Etruščanov na severu in Grkov na jugu. Rimska religija veliko dolguje verovanju in običajem Etruščanov. Rimljani so abecedo prevzeli od Etruščanov in jo prilagodili, a Etruščani so jo dobili in sebi prilagodili od grških kolonij v Italiji. Višji uradniki Rimske republike so nosili znamenja, ki izhajajo od Etruščanov: kurulki stol (latinsko sella curulis), togo s purpurnim robom (toga praetexta) in fasces. Gladiatorski boji in vojni triumf so tudi prevzeti od Etruščanov. Rim je ležal okoli 22 km od obale ob reki Tiberi, na meji Lacija in Etrurije. Ker je bilo mesto primerno za prehod reke in je ležalo na kopnem delu od Apeninov do morja, je predstavljalo stično točko treh različnih narodov: Latincev, Etruščanov in Sabincev. 

## Ustanovitev mitov in viri

### Enej
Nacionalni ep mitskega Rima, Vergilijeva Eneida, pripoveduje o tem, kako je trojanski knez Enej prišel v Italijo. Eneida je bila napisana pod cesarjem Avgustom, ki je trdil da je potomec Eneja in boginje Venere. Po poročanju Eneide so se preživeli iz padlega mesta Troje združili pod Enejem in po vrsti dogodivščin na potovanju po Sredozemskem morju, vključno s postankom v novo ustanovljeni Kartagini pod vladavino kraljice Didone, sčasoma dosegli italijansko obalo. Mislili so, da so Trojanci pristali na območju med sodobnim Anziom in Fiumicinom, jugozahodno od Rima, verjetno pri Laurentumu ali po drugih različicah v Laviniumu, kraju, imenovanem po Laviniji, hčeri kralja Latina, s katero se je poročil Enej. Zaradi poroke Lavinije se je začela vrsto oboroženih spopadov z Turnusom . Pred prihodom Eneja je bil Turnus zaročen z Lavinijo. Enej je zmagal v vojni in ubil Turnusa. Trojanci so si priborili pravico, da tu ostanejo in se postopno stopili z lokalnimi ljudstvi. Enejev sin, Askanij, znan tudi kot Iulus, je nadaljeval z  ustanovitvijo Albe Longe in linijo kraljev Albanov, ki so zapolnili kronološko vrzel med trojansko sago in tradicionalno ustanovitvijo Rima v 8. stoletju pred našim štetjem.
Proti koncu te linije, je bil kralj Procas oče Numitorja in Amulija. Po Procasovi smrti je Numitor postal kralj Albe Longe, toda Amulij ga je zajel in poslal v zapor, prisilil je tudi Numitorjevo hčer Reo Silvijo, da je postala deviška svečenica med Vestalkami.
Evander nadalje razloži, da od tistega 'prvič' bog Saturn tem razkropljenim ljudem prinaša zakone in jim podeli ime Latinum (antični Lacij) .

### Romul in Rem
Mit o Eneju je bil grškega izvora in ga je bilo treba uskladiti z italijanskim mitom o Romulu in Remu. Domnevno naj bi bila sinova Ree Silvije in Marsa, boga vojne ali heroja polboga Herkula. Zapuščena sta bila ob rojstvu, na način mnogih mitoloških junakov, zaradi prerokbe, da bosta  strmoglavila svojega pradeda Amulija, ki je strmoglavil Silvijinega očeta Numitorja. Dvojčka so na reki Tiberi zapustili služabniki, ki so se usmilili dojenčkov, kljub ukazom. Dvojčka je negovala volkulja, dokler pastir po imenu Faustul ni našel fantov in jih vzel za svoje sinove. Faustul in njegova žena Acca Larentia sta vzgajala otroke. Ko sta Rem in Romul postala odrasla, sta ubila Amulija in obnovila Numitorja. Odločila sta se ustanoviti mesto, vendar sta se prepirala, saj je bil Romul na Palatinskem griču, medtem ko je Rem mesto želel na Aventinskem griču. Stavila sta, da bo zmagal tisti, ki bo videl več ptic v preletu. Zmagal je Romul, a ga je Rem, ker ni mogel prenesti poraza, s privrženci napadel in Romul je brata ubil. Rim se je tako začel z bratomorom, zgodbo, ki je bila pozneje predstavljena v zgodovini mesta z medsebojnimi političnimi prepiri in prelivanjem krvi.

### Strabon
Strabon piše, da obstaja tudi starejša zgodba o ustanovitvi Rima od prejšnjih legend, ki jih je omenil. Mesto je bilo arkadijska kolonija, ki jo je ustanovil Evander Pallantium. Strabon tudi piše, da je rimski zgodovinar Lucij Coelij Antipater verjel, da so Rim ustanovili Grki .

## Datacija
Že stari Rimljani so bili prepričani da je bil Rim ustanovljen 21. aprila 753, na dan festivala, svete Pales, boginje pastirjev, na katere datum so praznovali Par ilia (ali Palilijo). Vendar niso vedeli ali bili negotovi, natančno leto ustanovitve mesta; to je eden od razlogov, da so se najraje posvetovali s predsedujočimi konzuli in ne s formulo A.U.C. ali Ab Urbe Condita. Starodavne oblasti so predlagale več datumov, Dionizij iz Halikarnasa pa beleži: Grški zgodovinar Timej je eden prvih, ki je napisal zgodovino, ki vključuje Rimljane, izjavil, da je bil Rim ustanovljen 38. leto pred prvo olimpijado oz. 814/3 pr. n. št .; Quintus Fabius Pictor, prvi Rimljan, ki je v grščini napisal zgodovino svojega ljudstva, je izjavil, da je bil Rim ustanovljen v prvem letu osme olimpijade, oziroma 748/7 pr. n. št .; Lucij Cincius Alimentus je trdil, da je bil Rim ustanovljen v četrtem letu dvanajste olimpijade oziroma 729/8 pr. n. št. in Cato starejši sta izračunala, da je bil Rim ustanovljen 432 let po trojanski vojni, za katero je Dionizij navedel, da je enakovredna prvemu letu sedme olimpijade, oziroma 752/1 pr. n. št. Dionizij je sam predložil izračune, ki kažejo, da je bil Rim ustanovljen leta 751 pr. n. št., začenši z bitko pri Ali, ki jo je dal v prvo leto osemindvajsete olimpijade, 388/7 pr. n. št. prvi konzuli, Junij Brutus in Tarquinius Collatinus, 508/7 pr. n. št., nato so sešteli skupni seštevek vlad Rimskih kraljev (244 let), da so prišli na svoj datum, 751 pr. n. št. Tudi uradni Fasti Capitolini ponuja svoj datum, 752 pr. n. št.
Najbolj znan datum za ustanovitev Rima, 753 pr. n. št., je izpeljal rimski Tit Pomponij Atik, posvojil pa ga je Mark Terencij Varro, ki je postal del tega, kar je postalo znano kot Varronova kronologija. Anekdota v Plutarhu, kjer astrolog Lucij Tarucij iz Firmuma podaja argument, ki temelji na neobstoječem mrku in drugih napačnih astronomskih podrobnostih, da je bil Rim ustanovljen leta 753 pred našim štetjem kaže, da je to postal najpogosteje sprejet datum. Uporaba dela De Die Natali, pisca Censorinusa iz 3. stoletja, je najbolj vplivala na Josepha Justa Scaligerija za vzpostavitev znanstvene podlage za starodavno kronologijo.
Nedavna odkritja Andrea Carandinija na rimskem Palatinskem griču so tudi dokazila o nizu utrdbenih zidov na severnem pobočju, ki jih je mogoče datirati v sredino 8. stoletja pred našim štetjem. Po legendi je Romul branil brazdo (sulcus) okoli hriba, da bi označil mejo svojega novega mesta.

## Ime Rim
O etimologiji imena mesta ni soglasja. Jean-Jacques Rousseau (1712–1778) je predlagal grško "ῥώμη" (rhōmē), kar pomeni 'moč, zagnanost'. Sodobna etimološka teorija trdi, da je ime mesta etruščanskega izvora (in morda tudi samo mesto, čeprav tega ni mogoče dokazati), izhaja pa iz rumon, 'reka'.

## Arheologija
Obstajajo arheološki dokazi o človeški zasedbi rimskega območja pred približno 14.000 leti, vendar gosta plast veliko mlajših naplavin zakriva paleolitska in neolitska najdišča. [18] Številna izkopavanja podpirajo stališče, da je Rim zrasel iz pastirskih naselij na Palatinem griču, zgrajenem nad območjem bodočega rimskega foruma. Med koncem bronaste dobe in začetkom železne dobe je vsak grič med morjem in Kapitolom prekrivala vasica (na Kapitolskem griču je naselje potrjeno od konca 14. stoletja pred našim štetjem) [19 ]
Vsekakor so lokacijo, ki je postala mesto Rim, naselili latinski naseljenci iz različnih regij, kmetje in pastirji, kar dokazujejo razlike v tehniki keramike in pokopa. Zgodovinski Latinci so bili prvotno italijansko pleme, ki je naselilo gričevje Albani. Kasneje so se preselili v doline, ki so kmetom nudile boljše zemljišča. Otok Isola Tiberina je bil kraj pomembnega starodavnega prehoda preko reke. Območje okoli Tibere je bilo še posebej ugodno in je ponujalo pomembne strateške vire: reka je bila na eni strani naravna meja, griči pa so zagotavljali varen obrambni položaj. Ta položaj bi Latincem omogočil tudi nadzor nad reko in trgovskim in vojaškim prometom po njej z naravnega opazovalnega mesta na Isola Tiberina. Poleg tega bi bilo mogoče nadzirati cestni promet, saj je bil Rim na križišču glavnih cest proti morju od Sabincev (na severovzhodu) in Etrurije (na severozahodu).
Obstaja široko soglasje, da se je mesto postopoma razvijalo z združevanjem (synoecism) več vasi okoli največje na Palatinu. To združevanje, ki označuje prehod iz pra-urbanega v urbano naselje, je omogočilo povečanje kmetijske produkcije nad potrebami, kar je omogočilo uvedbo sekundarnih in terciarnih dejavnosti: to pa je spodbudilo razvoj trgovine z grškimi kolonijami južne Italije (predvsem Ischia in Cumae). Vse te dogodke, ki so se po arheoloških izkopavanjih zgodili okoli sredine 8. stoletja pred našim štetjem, lahko štejemo za izvor mesta.
Nedavne študije kažejo, da je bil Kvirinalski grič v starih časih zelo pomemben, čeprav se zdi, da je bil prvi naseljen Palatinski grič (tako potrjuje legenda), ki je tudi v središču starega Rima. Njegovi trije vrhovi, manjši griči Cermalus ali Germalus, Palatium in Velia, so bili združeni s tremi vrhovi Eskvilina (Cispius, Fagutal in Oppius), nato pa vasi na griču Celio in Suburra.
Nedavna odkritja so razkrila, da je bil Germalus na severnem delu Palatina lega vasi (iz 9. stoletja pred našim štetjem) s krožnimi ali eliptičnimi bivališči. Zaščiten je bil z glinastim zidom (morda ojačan z lesom) in verjetno je to posebna lokacija na Palatinskem griču, kjer je bil dejansko ustanovljen Rim.
Ozemlje te federacije je bilo obdano s sveto mejo, imenovano pomerium, ki je obdajala tako imenovano Servijevo širitev Rima.
Za festival Septimontium (dobesedno 'od sedmih gričev) 11. decembra je prej veljalo, da je povezan z ustanovitvijo Rima. Vendar je 21. april edini datum za ustanovitev Rima, s katerim se strinjajo vse legende, pred kratkim pa se je trdilo, da je Septimontium slavil prvo federacijo med rimskimi griči. Podobno federacijo so v resnici praznovali Latinci v kraju Cave ali na Monte Cavo (v Castelli Romani – skupina občin v  metropolitanskem mestu Rim).

## Poznejši spomini
V času italijanske renesanse je skupina humanistov, povezanih z Rimsko akademijo, oblikovala bratovščino za zasledovanje antičnih interesov, 20. aprila pa je vsako leto praznovala 'rojstni dan Rima'. Leta 1468 je akademijo papež Pavel II. zatrl in obsodil za spodbujanje republikanizma, poganstva in zarote, vendar je bila bratovščina ponovno vzpostavljena približno deset let pozneje pod Sikstom IV. kot Societas Literatorum S. Victoris in Esquiliis ('Literarno društvo svetega Viktorja na Eskvilinu'). Reformirana skupina se je postavila pod novim pokroviteljstvom svetnikov Viktorja, Fortunata in Genezija, »katerih praznik je bil priročno dokazan, da sovpada s Palilijo« (festival podeželskega značaja, ki se vsako leto izvede 21. aprila in je namenjen čiščenju ovc in pastirjev. Izvaja se v znak priznanja rimskemu božanstvu Palesu, božanstvu negotovega spola, ki je bil zaščitnik pastirjev in ovc). Njihovo Palilio je organiziral Julius Pomponius Laetus, na njem pa so bili nagovori, skupna malica in pesniško tekmovanje. 

## Druga literatura
- Coarelli, F. 1974. Guida archeologica di Roma. 1. ed. Varia Grandi opere. [Milano]: A. Mondadori.
- Caradini, Andrea. 2011. Rome: Day One. Princeton: Princeton University Press.
- Forsythe, Gary. 2005. A Critical History of Early Rome: From Prehistory to the First Punic War. Berkeley: University of California Press.
- Fromentin, Valérie and Sophie Gotteland, ed. 2001. Origines Gentium, Collection Etudes 7. Bordeaux: Editions Ausonius.
- Lintott, Andrew. 2010. The Romans in the Age of Augustus. The Peoples of Europe. Chichester/Malden, MA: Wiley-Blackwell.
- Raaflaub, Kurt A, and Tim Cornell. 1986. Social Struggles In Archaic Rome : New Perspectives On the Conflict of the Orders. Berkeley: University of California Press.
- Schultze, C. E. 1995. "Dionysius of Halicarnassus and Roman Chronology." Cambridge Classical Journal 41:192–214.
- Serres, Michel. 1991. Rome: The Book of Foundations. Trans. Felicia McCarren. Stanford: Stanford University Press.
- Slayman, Andrew. 2007. "Fact or Legend? Debate Over the Origins of Rome – Were Romulus and Remus Historical Figures?." Archaeology 60.4:22–27.
- Wiseman, T.P. 1995. Remus: A Roman Myth. Cambridge: Cambridge University Press.
- Wiseman, T. P. 2004. The Myths of Rome. Exeter: University of Exeter Press.